# Marsupials
Els marsupials (Marsupialia) són un clade de mamífers de la subclasse dels metateris. De vegades es fan servir Marsupialia i Metatheria com si fossin sinònims, però aquest últim grup inclou tàxons basals més propers als marsupials que als placentaris, o sigui, que el grup dels metateris inclou alguns mamífers extints (no gaires) que no estan inclosos als marsupials. Els marsupials, que són el grup terminal dels metateris, divergiren d'altres grups de mamífers durant el Cretaci.

## Característiques
Els marsupials tenen les característiques típiques dels mamífers, és a dir, glàndules mamàries, tres ossos de l'orella mitjana i els autèntic pèl. No obstant això, hi ha diferències sorprenents, així com una sèrie de trets anatòmics que els separen dels euteris.
És un tret propi dels marsupials la presència d'una bossa frontal, anomenada marsupi, que conté diversos mugrons on les cries, que neixen molt primerenques, completen el seu desenvolupament. A més, tenen altres característiques estructurals comunes, com ara l'absència, en la majoria dels marsupials moderns, de ròtules ossificades (tot i que hi ha un nombre reduït d'excepcions) i la presència d'ossos epipúbics que donen suport al marsupi. Els marsupials (i els monotremes) no tenen una comunicació (cos callós) entre els hemisferis cerebrals dret i esquerre.
Pel que fa a les dents, i a diferència dels placentaris, tenen més incisives superiors que inferiors. Tenen 10 incisives superiors i 8 inferiors, 4 canines, 12 premolars i 16 molars, per un total de 50 dents. Alguns tàxons, com els didèlfids, tenen el nombre original de dents, en altres grups es redueix el nombre de dents, però la majoria de marsupials en tenen entre 40 i 50, moltes més que els placentaris.

## Reproducció

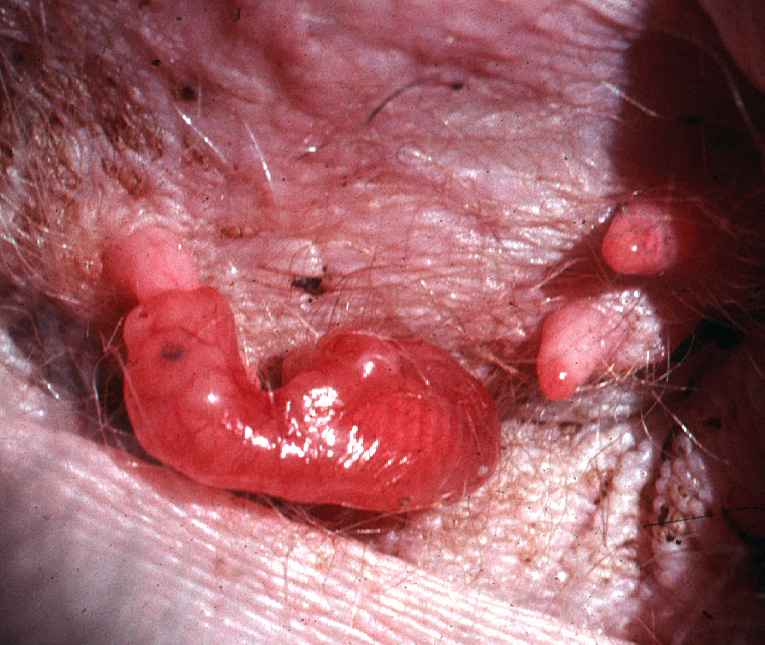
Cria de marsupial unida al mugró.

L'aparell reproductor dels marsupials difereixen notablement dels mamífers placentaris. Durant el desenvolupament embrionari, es forma una placenta coriovitel·lina en tots els marsupials.
La majoria dels marsupials mascles, excepte els macròpodes i els talps marsupials, tenen un penis bifurcat, separat en dues columnes, de manera que el penis té dos extrems corresponents a les dues vagines de les femelles. El penis s'utilitza només durant la còpula i està separat del tracte urinari.
Els marsupials pareixen en una fase molt primerenca del desenvolupament; després del naixement, els marsupials acabats de néixer s’arrosseguen pel cos de la seva mare i s’uneixen a una tetina, que es troba al marsupi. Allà romanen diverses setmanes, agafats al mugró. Les cries poden abandonar el marsupi per períodes curts, tornant-hi per obtenir calor, protecció i alimentació.